# Martino Anzi
Martino Anzi (Bornio, Trento, Itàlia, 1811 - Como, 1883) va ser un prevere, etnòleg, historiador, briòleg, ficòleg, pteridòleg i botànic italià.

## Biografia
El 1835, va ser ordenat sacerdot a Como, sent professor de teologia, història del cristianisme, apologètica religiosa i història natural en el seminari de Como. Erudit, coneixia nombroses llengües clàssiques, com l'hebreu, i modernes (francès, anglès, alemany, i llengües orientals). Va escriure una història eclesiàstica des de la fundació de l'Església al Concili de Trento.
Patriota, el 1848 va formar part del Comitè de seguretat, i va organitzar la defensa del Pas de l'Stelvio durant la Primera guerra d'independència italiana.
La fama de Martino Anzi va estar principalment vinculada a les seves activitats de naturalista, apassionant-se sobretot per la botànica i en l'estudi de les plantes criptògames. Els seus estudis, pels quals va guanyar renom a tot el món, van ser en particular sobre líquens, molses, hepàtiques, algues d'aigua dolça, i de fongs. Les seves col·leccions es conserven en l'Institut botànic de la Universitat de Torí.

## Publicacions
1. Martino Anzi, Catalogus lichenum quos in provincia Sondriensi et circa Novum Comum collegit et in ordinem systematicum digessit presbyter Martinus Anzi. Novi-Comi: ex officina Caroli Franchi bibliopolae, 126 pp. 1860
2. Martino Anzi, Manipulus lichenum rariorum vel novorum quos in Longobardia et Etruria collegit et enumeravit. Commentario della Società Crittogamologica Italiana 1 (3): 130-166, 1862
3. Martino Anzi, Symbola lichenum rariorum vel novorum Italiae superioris. Génova: Tipografia dei sordomuti, 28 pp. 1864 (on-line)
4. Martino Anzi, Neosymbola lichenum rariorum vel novorum Italiae superioris. Milano: Tip. Bernardoni, 18 pp. 1866
5. Martino Anzi, Analecta lichenum rariorum vel novorum Italiae superioris. Milano: Tip. Bernardoni, 1868
6. Martino Anzi, Enumeratio hepaticarum quas in provinciis novo-comensi et sondriensi collegit prof. Martinus Anzi. Milano: U. Hoepli, 1881
7. Martino Anzi, Auctarium ad Floram novo-comensem editam a Josepho Comolli. 29 pp. 1881
8. Martino Anzi, Enumeratio moscorum longobardiae superioris, auctore presbyt. Martino Anzi. Milano: U. Hoepli, 1901
9. Martino Anzi, Catalogus lichenum quos in provincia sondriensi et circa Novum-Comum collegit et in ordinem systematicum digessit Martinus Anzi. San Giovanni in Persiceto: FARAP, 1994

- L'abreviatura del autor Anzi s'utilitza com a indicatiu d'autoritat de Martino Anzi en la descripció i  classificació científica dels vegetals.[3]